# Musée national des prisons
Le musée national des prisons est un ancien musée français situé à Fontainebleau (Seine-et-Marne). Installé dans les bâtiments de l'ancienne maison d'arrêt de Fontainebleau, il est ouvert au public entre 1995 et 2010. Depuis sa fermeture, ses collections sont conservées par l'École nationale d'administration pénitentiaire, située à Agen (Lot-et-Garonne).

## Maison d'arrêt de Fontainebleau
Au début des années 1990, la maison d'arrêt de Fontainebleau est choisie pour devenir l'emplacement du futur musée. Le bätiment, construit en 1845 sur un modèle pennsylvanien par l'architecte du conseil général de la Seine-et-Marne (le même qui a dessiné les prisons de Meaux et de Coulommiers), est représentatif des prisons érigées sous la Troisième République. La maison d'arrêt de Rouen appartient au même style architectural pénitentiaire de cette période. Ce style se caractérise par la reprise du plan en nef du système des prisons des couvents. Le bâtiment devient maison d'arrêt à partir de 1855.

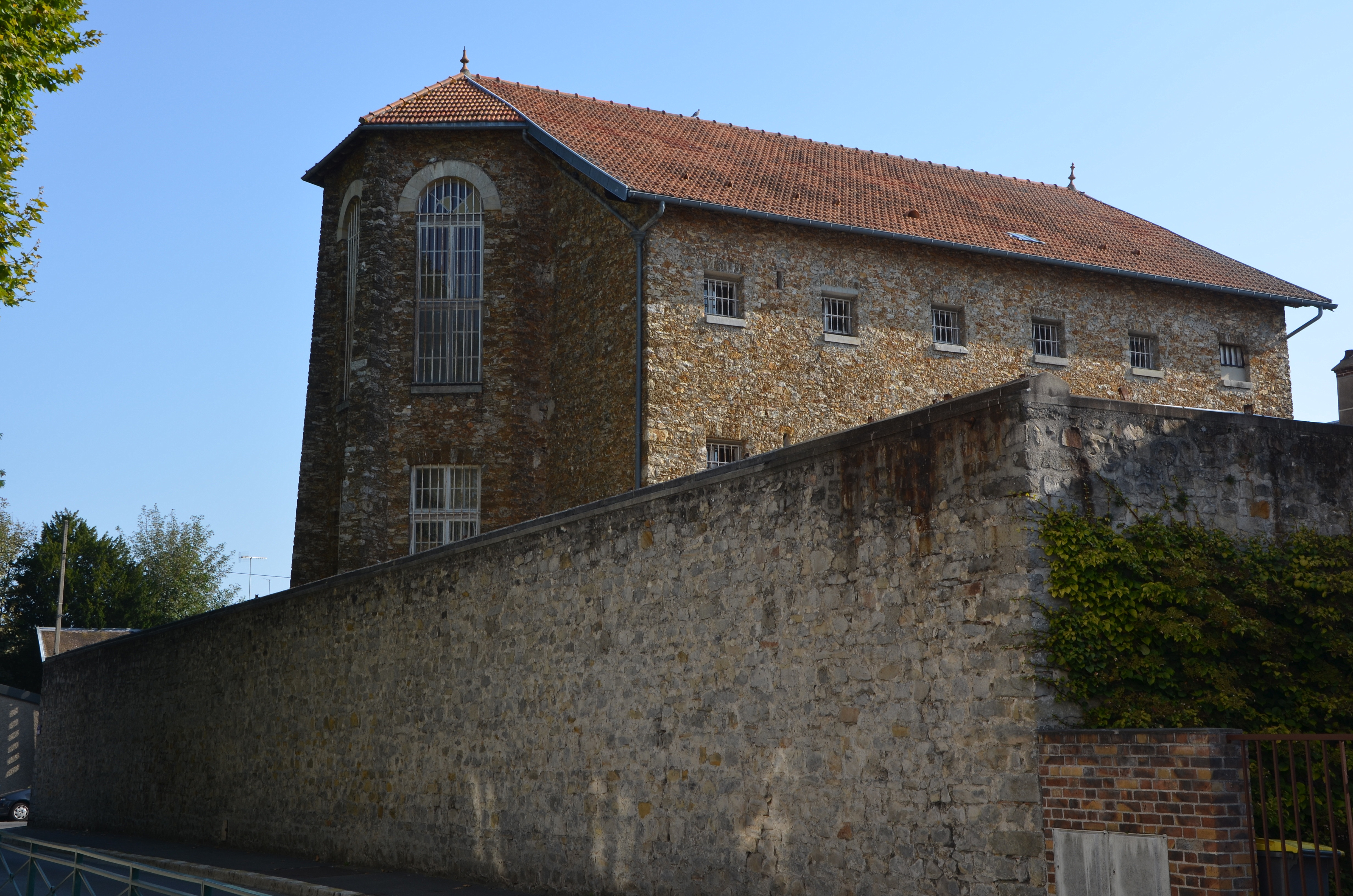
Bâtiment principal.
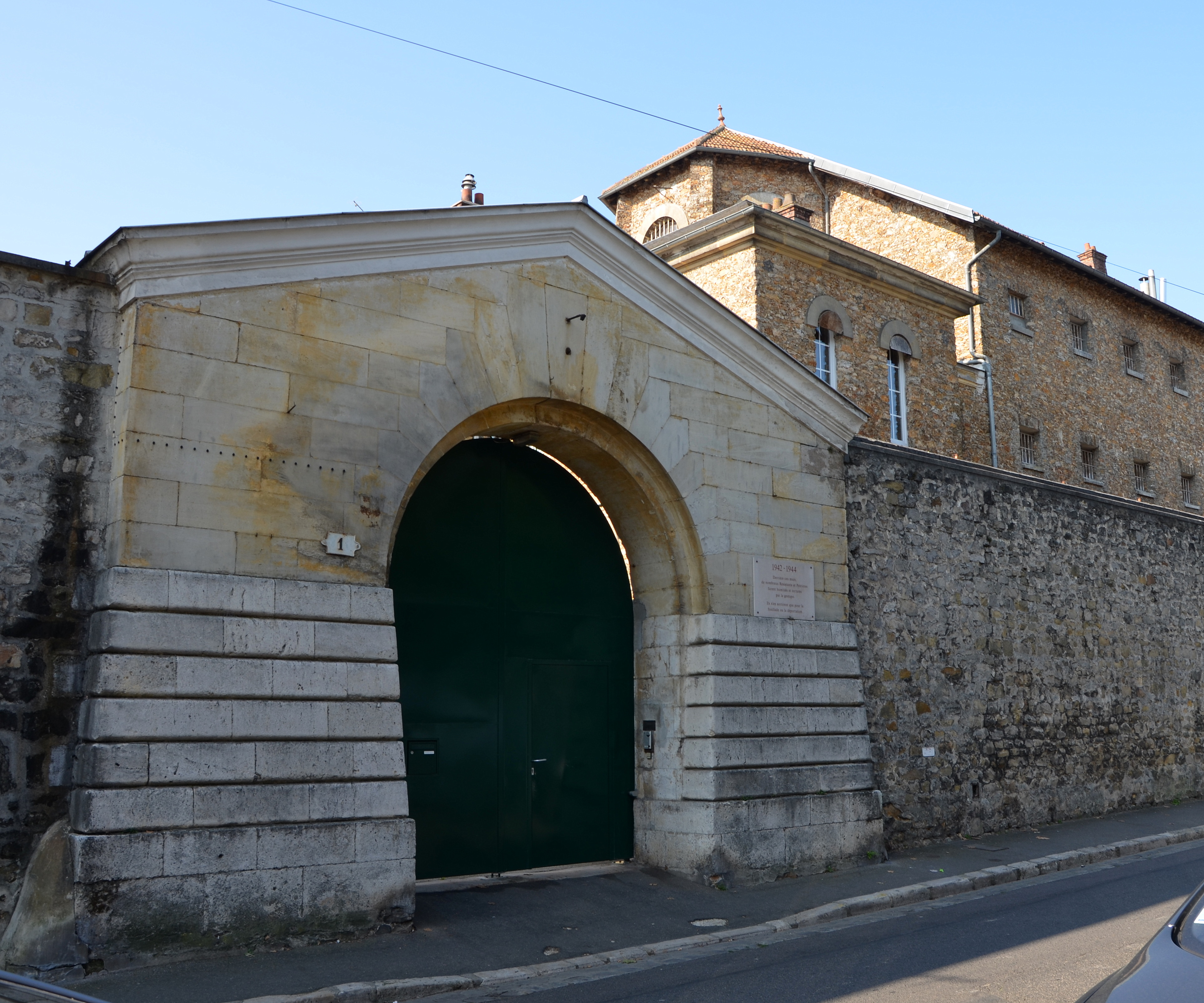
Entrée principale.

La prison compte 45 cellules de 9m² disposées sur 2 étages (peut-être seulement 36 cellules avant réaménagement). La détention est orientée vers la chapelle ou l'autel. La surveillance s'effectue depuis l'observatoire en rotonde (cours camembert). Le modèle pénitentiaire du tout cellulaire (isolement total de jour comme de nuit) défendu en France par Alexis de Tocqueville domine la conception. Les murs entourant le bâtiment font 5 mètres de hauteur. Avec son plan panoptique, le surveillant au centre du dispositif peut voir tous les détenus sans être vu.
Dès les années 1880, la taille réduite de la prison la rend inadéquate, et des constats de délabrement sont déjà évoqués, mais le conseil général refuse systématiquement d'entretenir et d'agrandir la prison bellifontaine.
Durant la Seconde Guerre mondiale, les autorités allemandes reprennent la prison de Fontainebleau pour y incarcérer les auteurs d'« actes terroristes ». Le 21 juillet 1944, puis le 17 août, respectivement 22 puis 17 détenus disparaissent. Le 7 décembre 1944, des soldats américains découvrent les  dépouilles des 39 prisonniers disparus en creusant le sol des environs d'Arbonne-la-Forêt.
La prison ferme en janvier 1990, ses éléments carcéraux sont retirés, et le site est classé monument historique en 1996,.

## Création du musée
L'idée d'un musée pénitentiaire est apparu dès l'exposition universelle de Paris de 1889. En 1967, 1975, 1981 et 1982, des collectes sont menées dans toutes les prisons de France et d'outre-mer en vue de créer un musée pénitentiaire. En 1986, Mme C. Parpoil est nommée pour concrétiser le projet en qualité de conservateur détaché des Musées de France. En 1991, l'archiviste-paléographe Catherine Prade, précédemment directrice du musée de la serrure (fermé en 2003), est nommée conservateur du musée national des prisons.
Au début des années 1990, la maison d'arrêt de Fontainebleau est choisie pour devenir l'emplacement du futur musée. Les objets collectés y sont installés en décembre 1992. Le 17 septembre 1995, le garde des sceaux Jacques Toubon signe l'arrêté établissant la création du Musée national des prisons. La prison est considérée par le ministère de la justice comme «un témoin remarquable de l'architecture carcérale du XIXe siècle». Les collections présentées retracent l'histoire de l'administration pénitentiaire à partir du XVIe siècle. La remise à niveau des lieux suscite un budget d'un million d'euros.
Le musée a d'abord ouvert ses portes uniquement aux universitaires, aux membres de l'administration, et aussi aux studios de cinéma pour filmer des scènes carcérales. à partir de février 2003, l'office du tourisme de Fontainebleau y organise des visites groupées sur rendez-vous sous la conduite d'un conférencier.
Le conservateur Catherine Prade quitte le poste en 2008 et n'est pas remplacée. N'ayant jamais pu ouvrir pleinement ses collections au grand public, le musée ferme ses portes le 31 décembre 2010.
En février 2016, les bâtiments sont vendus aux enchères à un promoteur souhaitant transformer les locaux en appartements,. Le budget pour rénover le bâtiment est estimé à deux millions d'euros. La mairie de Fontainebleau n'a elle pas souhaité préempter le site,.

## Collections
Les collections du musée sont expédiées à l’École nationale d'administration pénitentiaire (Énap) à Agen. Le fonds de Fontainebleau contenait de nombreux documents sur, entre autres, l'histoire pénale et pénitentiaire en France et à l’étranger. Il représente plus de 10 000 documents, souvent originaux, en français et en anglais essentiellement, couvrant une période de trois siècles d’histoire (17e- 20e siècles). L'idée de constituer une bibliothèque de référence est née de la volonté initiale de la Direction de l'administration pénitentiaire (DAP), en 2000, de rattacher à l'ENAP le centre de documentation historique du musée national des prisons à Fontainebleau.
Ainsi sont regroupés en un seul lieu plusieurs fonds historiques concernant les prisons qui constituent le centre de ressources sur l'histoire des crimes et des peines (CRHCP) intégré au sein de la médiathèque Gabriel-Tarde en septembre 2004. Il rassemble, conserve, et met à disposition des publics une documentation rare et peu accessible jusque-là.
Parmi les pièces de collection, on retrouve également des objets interdits saisis pendant les fouilles de cellules, des gadgets bricolés, des draps tressés pour s'évader, et des objets avalés par les détenus.
Quelques pièces des collections du musée :
- Les Forçats, lithographe d'Horace Vernet, 23x15. 1840.